# Valiente y Leal Ejército del Nordeste
Tras la derrota de las fuerzas de Ting Chao en Harbin en febrero de 1932, Feng Zhanhai retiró sus fuerzas a Shan-Ho-Tun, una aldea en el distrito de Wuchang. Luego llamó a voluntarios, y las Oficinas de Seguridad Pública de los distritos locales les entregaron a sus policías y milicias, y establecieron a Feng como General al mando de una fuerza, el Valiente y Leal Ejército del Nordeste, con 15.000 hombres, en las colinas con la capital de la ciudad de Kirin al sur y la metrópolis de Harbin al norte. Allí pudo causar estragos en las comunicaciones ferroviarias japonesas en el ferrocarril oriental chino que atravesaba su área de control.
En respuesta, los japoneses y los manchúes lanzaron dos campañas para eliminar al Ejército de Feng de la zona. De junio a julio de 1932, la Operación de Subyugación de Feng Chan-hai limpió los distritos de Shuangcheng, Acheng, Yushu, Wuchang y Shulan de las fuerzas antijaponesas de Feng. Esto obligó a Feng a retirarse hacia el oeste. En septiembre de 1932, durante la Segunda Operación de Subyugación de Feng Chan-hai, una fuerza de 7.000 manchúes arrinconó a los 10.000 Voluntarios de Feng que se retiraban del ataque anterior. Aunque rodeados, más de la mitad de los guerrilleros pudieron deslizarse a través del cerco y escapar a Jehol.
Más tarde, las tropas de Feng se unieron para oponerse a la invasión de Jehol y se vieron obligadas a retroceder hacia el área interior de la Gran Muralla. Posteriormente, participaron en el Ejército Aliado Antijaponés de Feng Yuxiang, como comandante en jefe del Ejército de la Cuarta Ruta, contra Japón y sus fuerzas aliadas manchúes en el área de Dolonor, en Chahar. Tras la dispersión de esa fuerza por Chiang Kai-shek, su fuerza se reagrupó en la 91.ª División que Feng comandó hasta julio de 1938, cuando la División sufrió numerosas bajas durante la batalla de Wuhan.